# 顓孫師
顓孫師（前503年—前447年），姓顓孫，名師，字子張，陳國陽城（今河南登封）人，孔子的弟子。唐玄宗尊之为“陈伯”，宋真宗加封为“宛丘公”，宋徽宗又尊为“颍川侯”。宋度宗又尊为“陈国公”。明嘉靖九年改称“先賢顓孫子”。

## 简介
子張比孔子小了四十八歲，容貌俊美，太過注意儀容而誠樸不足。孔子說：「師也，辟。」就是子張太過注意外表而張狂。因其性狂，不能守仁，故曾子敬而遠之。曾子曰：「子張真是儀表堂堂！但是很難和他互相同行仁道啊。」 
子張曾經問如何求官，孔子說:「多聽，不要說沒把握的話，即使有把握，說話也要謹慎，就能減少錯誤；多看，不要做沒把握的事，即使有把握，行動也要謹慎，則能減少後悔。說話錯少，行動悔少，官位就在這些細節之中了。」
子張與孔子同在蔡時，有一天向孔子問「行」。孔子說：「說話忠實誠信，行為篤厚敬慎。雖然到了蠻貊的國度也能行。說話不忠實誠信，行為不篤厚敬慎，雖然在自己的鄉里，能行得通嗎？站著，彷彿看到『言忠信，行篤敬』這幾個字顯現在面前，坐車，就好像看到這幾個字倚在車轅前端的橫木上，念茲在茲，這樣才能行。」子張把這一段話寫在腰帶上。
《韓非子·顯學篇》謂孔子死後，儒家分為八派，其中有子張之儒，惜其學說少可考究。

## 語錄
- 士見危致命，見得思義，祭思敬，喪思哀，其可已矣。[5]
- 執德不弘，信道不篤，焉能為有？焉能為亡？[6]
- 君子尊賢而容眾，嘉善而矜不能。[7]

## 軼事
《禮記·檀弓上》：「子張病，召申祥而語之曰：『君子曰終，小人曰死；吾今日其庶几乎！』」